# Hifa Austria
Die Hifa Austria ist eine österreichische Organisation für Entwicklungszusammenarbeit auf Vereinsbasis. Sie wurde 1970/71 vom nigerianischen Priester Aaron Ekwu (1936–1989) und dem österreichischen Verlagskaufmann Adolf Paster (1930–2022) gegründet. Der Schwerpunkt der projektbasierten Entwicklungszusammenarbeit der Hifa liegt in Südost-Nigeria. Weitere Projektzielgebiete sind Rumänien und die Karpaten-Ukraine. Das Akronym Hifa steht für Hilfe für alle.

## Geschichte

### Die Gründungsumstände
Ende der 1960er Jahre erreichte der nigerianische Sezessionskrieg, der unter dem Schlagwort „Biafra-Konflikt“ in die Geschichte Westafrikas einging, seinen Höhepunkt. Abgesehen von den Hunderttausenden Todesopfern, die die direkten Kampfhandlungen und Massenpogrome verursacht hatten, litt vor allem die Zivilbevölkerung unter Versorgungsengpässen und infolgedessen unter einer Hungerkatastrophe. Die Schreckensbilder der hungerleidenden und sterbenden „Biafra-Kinder“ gingen um die Welt und riefen die Unterstützungsbereitschaft der Zivilgesellschaft des Westens auf den Plan. Noch vor der endgültigen militärischen Niederlage der Biafra-Regionalisten begannen Hilfsaktionen anzulaufen, die jedoch die Notleidenden aufgrund der politisch unübersichtlichen Lage und der gänzlich zusammengebrochenen Infrastruktur nur in Ausnahmefällen erreichten. Zu diesem Zeitpunkt initiierte der für eine katholische Wochenzeitschrift tätige Adolf Paster eine Spendenaktion für die nigerianischen Krisenregionen, die aber wegen der prekären Umstände kaum Aussicht auf Erfolg versprach.
Adolf Paster nahm Kontakt zu den in Wien-Favoriten seelsorgerisch wirkenden nigerianischen Priester Aaron Ekwu auf, um direkte und konkrete Hilfe vor Ort leisten zu können. Das Ziel war, von Österreich aus eine monetäre Plattform zu schaffen, mit der in den Bürgerkriegsregionen Nigerias Hilfsprojekte verwirklicht werden konnten. Von Anfang an stand außer Zweifel, dass diese Projekte bei den vordringlichsten Problemen der betroffenen Menschen ansetzen mussten und als Impuls zur Selbsthilfe zu dienen hatten. Deshalb beschlossen Aaron Ekwu und Adolf Paster eine Art Musterfarm zu gründen, die zunächst auf Subsistenzbasis Nahrungsversorgung und in weiterer Folge Arbeitsplätze und schließlich regionale Wertschöpfung gewährleisten sollte.
Da im März 1970 Aaron Ekwu auf bischöfliche Weisung nach Nigeria zurückkehren musste, kam man überein, in Owerre Ezukala, in der Heimatgemeinde des Priesters, die sich in einem der Kerngebiete des ehemaligen Biafra befindet, den Grundstein für das Farmprojekt zu legen.
Im Jahr 1971 erfolgte die offizielle Eintragung der Hifa-Austria ins Vereinsregister, zwei Jahre später die Gründung der Hifa-Nigeria. Obwohl bei Errichtungsbeginn der Farm nur knapp 1000 Euro an liquiden Mitteln zur Verfügung standen, konnte die Hifa binnen kurzer Zeit etwa 10 Prozent der Gesamtkosten, die mit ca. 400.000 Euro veranschlagt waren, durch Spenden abdecken. Der mit der Musterfarm einhergehende Aufbau einer Geflügelzucht und die Erweiterung durch Pflanzenanbau ermutigte die Hifa dazu, weitere Sozialaufgaben in Südostnigeria anzustrengen, die sich im Verlauf der 1970er und 1980er Jahre in einem beachtenswerten Umfang entwickelten.

### Der Beginn und die auftretenden Probleme (1971–1981)
Was mit der Musterfarm so enthusiastisch begonnen hatte, entwickelte sich alsbald zu einem großen Problem. Zunächst war es gelungen, innerhalb von drei Jahren aus 5000 österreichischen Spendengaben 70.000 Euro in die Farmentwicklung zu investieren und damit die fatale Ernährungssituation der Gemeinde Owerre Ezukala etwas zu entschärfen. Auch konnte der Betrieb bis Mitte der 1970er Jahre elf Dauerangestellten und etwa 750 Tagelöhnern eine Beschäftigung bieten. Wegen der sich stetig verschlechternden wirtschaftlichen Situation Nigerias, die sich unter anderem in einer horrenden Inflationsrate manifestierte, wegen der willkürlichen administrativen Behördenschikanen, der immer stärker zutage tretenden ökologischen Probleme, nicht zuletzt auch wegen der fehlenden Identifizierung der ortsansässigen Bevölkerung mit dem Farmprojekt musste von einer wirtschaftlichen Ausrichtung der Unternehmung alsbald Abstand genommen werden. Erst einige Jahre später, durch die Einsichten in die Wirkmechanismen des globalen Finanzkapitalismus gelang es der Hifa, die Entwicklungszusammenhänge besser zu verstehen und die weiteren Projekte nach einer erfolgversprechenderen Strategie auszurichten.
Eingedenk der Überlegung, die Hifa möglichst schnell als Selbsthilfeinstrument zu etablieren, hatte man ab dem Jahr 1973 begonnen, ein Patenschafts-Programm zwecks Förderung der Schulausbildung für nigerianische Kinder und Jugendliche ins Leben zu rufen. Während die Hifa-Austria als Anlaufstelle für Pateneltern und deren Geldspenden diente, übernahm die Hifa-Nigeria die Rolle der Vermittlungsdrehscheibe und des Programmkontrolleurs. Für etwas mehr als 200 Euro pro Jahr konnte eine Patin oder ein Pate aus Österreich eine einjährige Schulausbildung finanzieren. Ausgehend von 30 Kindern aus Owerre Ezukala, die im Jahr 1974 durch das Patenschafts-Programm gefördert wurden, weitete sich diese Unternehmung bis Mitte der 1980er Jahre auf vier nigerianische Bundesstaaten mit insgesamt fast 500 Geförderten aus.
Um die Spendenbereitschaft nicht überzustrapazieren, wurde zu Beginn der 1980er Jahre ein Umlauffinanzierungssystem – Revolving-Fonds genannt – ersonnen. Aus Spenden sollte ein Kreditpool entstehen, aus dem Gründer von Handwerks- und Gewerbebetrieben, vor allem aber Berufsschulstudierende ein zinsloses Darlehen ziehen konnten, das nach dem erfolgreichen Schulabschluss und einer Anstellung bzw. nach erfolgreicher Betriebsbilanzierung mit einer zehnprozentigen Rückzahlungsquote aus dem Einkommen in den Fonds zurückfloss. Daraus wollte die Hifa neue Darlehen vergeben. Bis weit in die zweite Hälfte der 1980er Jahre ermöglichte der Revolving-Fonds die Gründung von fünf Farmen, die Anschaffung einer Cassava-Mühle und die Betriebseröffnung einer gewerblichen Kooperative. Allerdings überstiegen die Ausgaben bei Weitem die Mittel der finanziellen Rückflüsse. Bereits im Jahr 1984 betrug das Darlehensvolumen fast 50.000 Euro. Die Belastung des Fonds erreichte zudem mit der galoppierenden Inflation der nigerianischen Landeswährung Naira seine Grenzen. Als die Geldentwertung zu Beginn der 1990er Jahre von 15 auf 35 % emporschnellte, war es den Farmern und Kleingewerbebetreibern kaum möglich, das Darlehen aus dem Naira-Einkommen zurückzuerstatten. Der Versuch seitens der Hifa, den Fonds mit einem Komplementärwährungssystem zu stützen, scheiterte einmal mehr am Widerstand diverser Behörden bzw. am Unverständnis jener, denen diese Finanzierungsmethode zugutegekommen wäre.
Einen unersetzlichen menschlichen Verlust erlitt die Hifa mit dem Unfalltod von Aaron Ekwu im Jahr 1989. Lange Zeit war die Hifa-Nigeria nahezu von ihm allein geführt worden, was diesem Menschen ein enormes Arbeitspensum abverlangt hatte. Als man den „Vater der Armen“, wie Aaron Ekwu in Nigeria genannt wurde, zu Grabe trug, waren 1000 südostnigerianische Priester, 12 Bischöfe und mehrere tausend Trauernde zugegen. Seit geraumer Zeit betreibt die Erzdiözese Wien und die nigerianische Pfarre Akwa auf Anregung der Hifa die Seligsprechung von Aaron Ekwu.

### Sozialprojekte auf Basis von Selbsthilfestrategien (1981–heute)
Unter dem Eindruck der ersten 10 Jahre Entwicklungszusammenarbeit hatte Adolf Paster begonnen, die Hifa erkenntnistheoretisch neu auszurichten. Dazu bedurfte es zahlreicher Schulungen, Großveranstaltungen und intensiver publizistischer Tätigkeit. Die Anstrengungen wurden insofern belohnt, als die Hifa ihre Tauglichkeit als Instrument der öffentlichen Bewusstseinsbildung unter Beweis stellen konnte. Die Mitgliederzahlen des Vereins stiegen merklich an, und seine Bilanzsumme hatte zu Beginn der 1980er Jahre 130.000 Euro überschritten. Auch die Hifa-Nigeria wurde organisatorisch und logistisch modernisiert. Erst auf Basis von lokalen bzw. regionalen Entwicklungskonzepten wurden neue Projekte angepeilt, die man in enger Planungskoordinierung mit den Betreibern und mit stärkerer Eigenverantwortlichkeit derselben abwickelte.
Da die nigerianische Zentralregierung die Einnahmen aus dem Ölgeschäft in fragwürdige Industrieprojekte investierte, anstatt auf eine tragfähige landwirtschaftliche Versorgungsbasis zu achten, sah sich die Hifa gezwungen, erneut diverse Farmgründungen und Landbauinitiativen zu unterstützen. Die neuen Farmen waren allerdings kleiner konzipiert, und das Gesamtprojekt wurde in Teilbereiche zerlegt, um die Finanzierung zielgerichteter und überschaubarer zu halten.

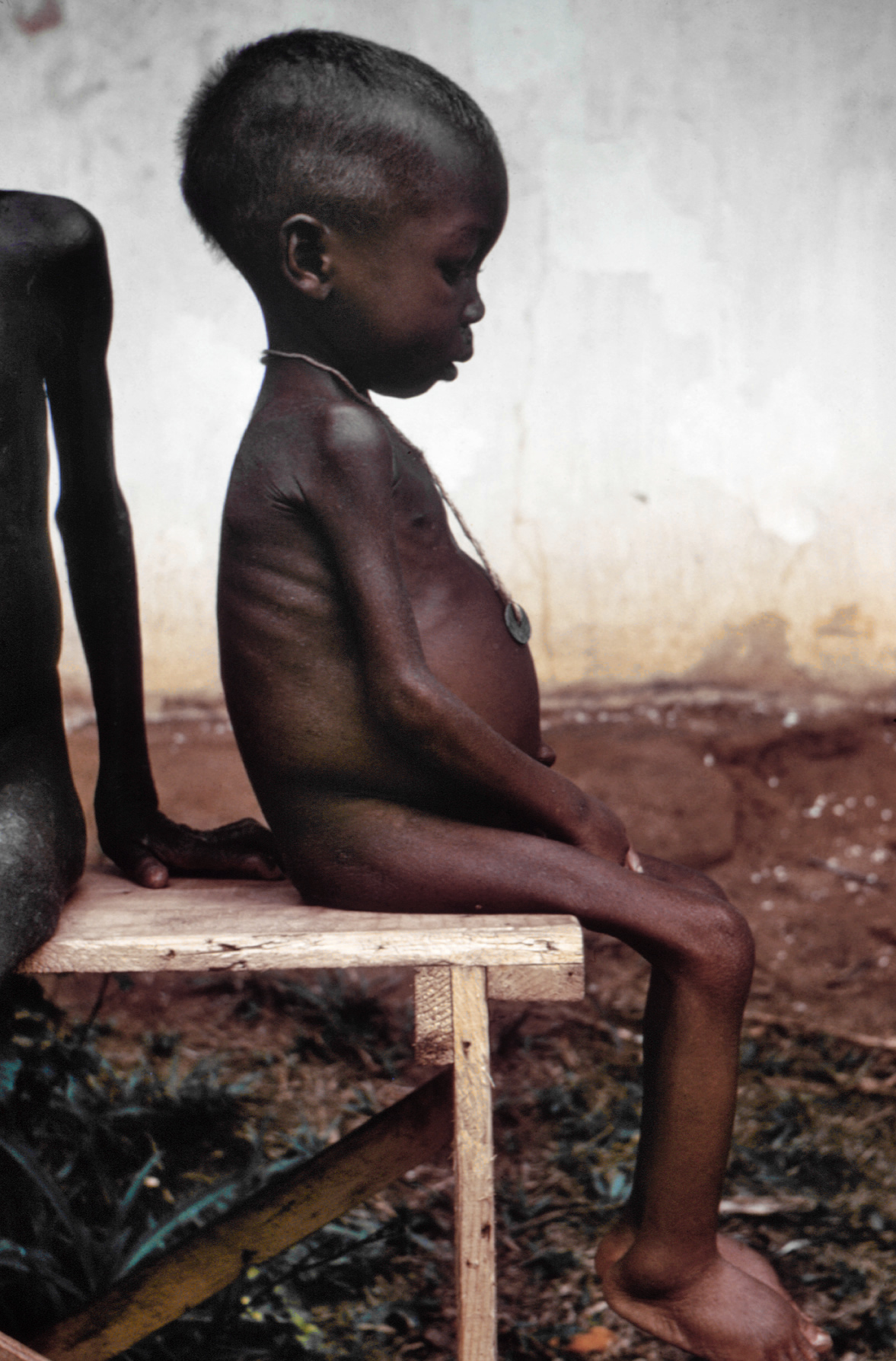
Biafra Kind

Im Verlauf der 1980er Jahre entstanden in mehreren Bundesstaaten des ehemaligen Biafra diverse Gewerbebetriebe, unter anderem eine Seifenproduktion, ein Kiesgewinnungsunternehmen und eine Tischlereikooperative. Zwar setzten die anhaltend schlechte wirtschaftliche Lage und die immer wiederkehrende administrative Behinderungen auch diesen Projekten gehörig zu, letztendlich erwiesen sich die als Familien- oder Genossenschaftsbetriebe geführten Produktions- und Arbeitsstätten als wirtschaftlich lebensfähig.
Ein weiteres Augenmerk galt der Schulausbildung. Hier unterstützte die Hifa ausschließlich südostnigerianische Bildungseinrichtungen, die in ihrem Lehrplan einen berufsbildenden und fachpraktischen Schwerpunkt aufwiesen oder Schulwiedereinsteigern, Behinderten und Frauen eine Ausbildung boten. Ende der 1990er Jahre hatte die Zahl der Schulpatenschaften bereits die Zahl von 11.000 überschritten. Auch kamen Stipendien zum Tragen, die Nigerianern eine landwirtschaftliche, handwerkliche oder gar universitäre Ausbildung in Österreich ermöglichten. Letzteres erwies sich vornehmlich im medizinischen Bereich als vielversprechend, zumal die Ausgebildeten nach ihrem Abschluss nach Nigeria zurückkehrten und dort ihre Profession in den Dienst der einheimischen Bevölkerung stellen konnten. Aus diesem Grund ließ die Hifa auch viele Spendengelder in die medizinische Ausstattung der Spitäler fließen oder beteiligte sich am Aufbau neuer Krankenversorgungsinstitutionen.
Als vordringlich erwies sich auch die Wasserversorgung. Um insbesondere öffentlichen Einrichtungen wie Spitälern einen annähernd einwandfreien Zugang zu Wasser zu ermöglichen, musste ein eigenes Wasserbau-Programm gestartet werden, das im Verlauf der 1980er und 1990er Jahren regelmäßige Spenden zweckgebunden für den Wasserankauf oder das Brunnenschlagen bereit hielt.
Neben der Weiterentwicklung der bereits initiierten Projekte versucht die Hifa gegenwärtig, aus Gründen der Energieeffizienz und aus ökologischen Erwägungen die Stromerzeugung für diverse Antriebsmaschinen und Gebäudeeinrichtungen von Dieselbetrieb auf Solarenergie umzustellen. Die durch die Stilllegung der Dieselaggregate eingesparte Summe wird verbindlich dem Revolving-Fonds zugeführt.

### Die Ausweitung der Hifa-Projektarbeit
Kaum hatte die Hifa im Bundesstaat Anambra, in der die Gemeinde Owerre Ezukala liegt, Fuß gefasst, gab es Hilfsgesuche aus anderen Regionen Nigerias. Im Verlauf der Jahrzehnte dehnte die Hifa ihren Aktionsradius nahezu auf den gesamten südostnigerianischen Raum aus. Verbindungen und damit auch die entsprechende Unterstützungsaktionen gab es auch nach Tansania und Lateinamerika.
Die nachhaltigste Expansion erfuhr die Hifa in den 1990er Jahren, als nach dem Zusammenbruch der kommunistischen Regime auch Osteuropa an den Hilfsprojekten teilhaben konnte. Mit der im November 1994 eingeleiteten und im Jahr 1995 erfolgten Gründung der Hifa-Hungaria, der Ilona Pintèr als Präsidentin vorstand, erstreckten sich die Zielgebiete von der Vojvodina, über Siebenbürgen, bis in die Karpaten-Ukraine. Auch hier griff man auf die in Nigeria bewährten Projekte für benachteiligte Regionen zurück und förderte zielorientiert Ausbildungsstätten, Landwirtschafts- und Handwerksbetriebe mit großzügigen Sach- und Geldspenden. In Wien wurde eine eigens dafür gegründete „Hilfsgüterzentrale“ eingerichtet, von der aus jährlich schwer beladene Lastkraftwagen mit den entsprechenden Bedarfsgütern in die Projektorte gelangten. Im Falle von Naturkatastrophen oder des zu Beginn der 1990er Jahre sich ausweitenden jugoslawischen Bürgerkriegs verstärkte die Hifa ihre Hilfsbemühungen und versorgte die betroffenen Regionen abseits der regelmäßigen Zuwendungen, so gut es ging, mit überlebensnotwendigen Produkten.
Großes Interesse und eine entsprechende Nachfrage herrschte in Osteuropa nach Adolf Pasters Schriften, in denen die für die Hifa und ihrem INWO-Zweig dargelegten freiwirtschaftlichen Thesen vermittelt wurden. Es erfolgten Übersetzungen ins Ungarische und mehrere ausgedehnte Vortragsreisen, die das einschlägige Gedankengut bis in die Ukraine trugen.
Hifa-Gründungen in Rumänien im Jahr 2000 und in Deutschland 2011 spiegeln die Ausweitung auch in organisatorischer Hinsicht wider.
Derzeit finanziert die Hifa in Nigeria und in den anderen Projektgebieten 22.000 Schulpatenschaften, 600 gewerbliche und landwirtschaftliche Berufsausbildungen und 18 Gemeinschaftsbrunnen.

## Leitbilder und weltanschauliche Ausrichtung
Adolf Paster wuchs in einem agrarisch und handwerklich dominierten großfamiliären Umfeld im oberösterreichischen Mühlviertel auf. Die solcherart milieubedingt traditionelle katholische Ausrichtung, vor allem die in der Familie gelebte Solidarität – der in Rechtsfragen erfahrene Vater agierte z. B. erfolgreich als juristischer Berater der mittellosen Landbevölkerung – prägten sehr früh soziale Sensibilität aus. In den biblischen Offenbarungsschriften erblickte Adolf Paster daher schon als Jugendlicher nicht nur eine lebensbegleitende geistige Erbauungslektüre, sondern konkrete Handlungsaufträge.
Eine weitere entscheidende mentale Formung erfuhr Adolf Paster durch seine Ehefrau Martha, der es im Verlauf der 1960er Jahre gelang, die Bewegung der so genannten „Fraternität der kranken und behinderten Menschen“ in Österreich mit aufzubauen. Das deklarierte Ziel der „Fraternität“, die vom französischen Priester Henri François (1897–1986) im Jahr 1945 gegründet worden war, ist es, ein Menschenbild in der Gesellschaft zu etablieren, das den Wert jedes Menschen nicht in einem sozioökonomischen Nutzkalkül, sondern in seiner bloßen Existenz begründet sieht.

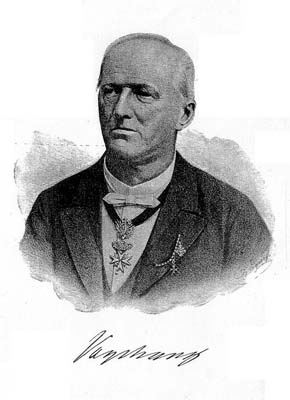
Karl von Vogelsang

Die zweite Hälfte der 1970er Jahre hatte der Hifa-Projektarbeit einige herbe Rückschläge beschert, was wesentlich dazu beitrug, dass sich Adolf Paster nun verstärkt mit wirtschaftstheoretischen Fragen auseinandersetzte. Gemäß seiner religiösen Grundeinstellung entdeckte Adolf Paster das Schriftgut des deutschsprachigen Sozialkatholizismus, der insbesondere in seiner sozialreformerisch, fundamental antikapitalistischen Ausprägung, die in Österreich mit Karl v. Vogelsang (1818–1890) seinen Ausgang nahm, starken Einfluss auf die analytische und praktische Arbeitsweise der Hifa zu nehmen begann. Angeregt durch Einzelpersönlichkeiten des kapitalismuskritischen sozialkatholischen Lagers wie Johannes Ude (1874–1965), Johannes Kleinhappl (1893–1979) oder Ernst van Loen (1911–1996) erfolgte schließlich der geistige Brückenschlag zur überwiegend agnostisch, libertärsozialistisch ausgerichteten Freiwirtschaftsbewegung.
Beiden Weltanschauungen ist gemeinsam, dass sie den Kapitalismus als zinsforderndes Schuldgeldsystem definieren, das in seiner Wirkung Ausbeutung und letztlich die totale Zerstörung von Gesellschaften zur Folge hat. Während der Sozialkatholizismus auf einer Verurteilung der Zinspraxis, einem Zinsverbot und der Forderung nach einer Gesinnungsreform verharrt, verspricht sich die Freiwirtschaftslehre nach Silvio Gesell (1862–1930) von einem umlaufgesicherten und daher vom Zins befreiten Geldwesen und der Sozialisierung von Bodeneigentum, versehen mit privaten, entschädigungspflichtigen Nutzungsrechten, eine vollständige Überwindung des Kapitalismus. In den zahlreichen von Adolf Paster verfassten Hifa-Denkschriften wird explizit die Leitbildfunktion von Sozialkatholizismus und Freiwirtschaftslehre betont und in Anlehnung an Johannes Udes Wirken eine Synthese beider Denkschulen zu einem tiefgreifenden gesellschaftspolitischen Reformprogramm eingefordert. Als Konsequenz daraus knüpfte die Hifa Verbindungen zu dem in der Schweiz und Deutschland agierenden Internationalen Freiwirtschaftsverband und schuf ab 1992 mit der INWO („Initiative für eine Natürliche Wirtschaftsordnung“) einen österreichischen Ableger der Gesell-Bewegung mit starker Betonung der sozialkatholischen Wertetradition. Unter der Hifa-Präsidentschaft von Adolf Paster zwischen 1971 und 2013 erfuhren diese Bestrebungen mit der Etablierung der „Arbeitsgemeinschaft Fraternität-Hifa-INWO“ eine Umsetzung.
Die Projektarbeit der Hifa muss daher aus dem Blickwinkel des Menschenbildes der Fraternität, der kompromisslosen sozialkatholischen Kapitalismuskritik und der freiwirtschaftlichen Reformprogrammatik gesehen und beurteilt werden.

## Die Projektarbeit
Als die Projektarbeit der Hifa in den frühen 1970er Jahren in Südostnigeria anlief, bestand nahezu unübersehbar großer Handlungsbedarf, vor allem aber standen die Projektverantwortlichen unter enormem Zeitdruck. In dem vom Bürgerkrieg zerstörten Land hungerten die Menschen, wegen der schlechten Lebensbedingungen setzte eine rasante Landflucht ein, und die komplizierten Besitz- und Clanstrukturen taten ein Übriges, die Entwicklungsarbeit zu erschweren. Zwar war der Hifa bewusst, dass man rasch an den Hauptproblemen des Landes, nämlich der Ernährungs- und Ausbildungssituation ansetzen musste. Allerdings fehlte es an Erfahrung, die Zusammenarbeit mit etablierten Hilfsorganisation kam aus mehreren Gründen nicht zustande, und selbst willensstarke und engagierte Leute wie Aaron Ekwu erreichten unter der Fülle der Aufgaben ihre physischen Belastbarkeitsgrenzen.

## Struktur und Arbeitsweise der Hifa
Als der Entschluss zur Gründung einer Musterfarm in Owerre Ezukala feststand, gab Adolf Paster seinen Beruf als Verlagsmanager auf, um sich künftig ausschließlich den Hifa-Tätigkeiten widmen zu können. Im 20. Wiener Gemeindebezirk wurde ein Verwaltungsbüro eingerichtet, von dem aus der Verein die Entwicklungszusammenarbeit mit Südostnigeria koordinierte. Auf einer mechanischen Schreibmaschine verfasste Adolf Paster die notwendigen Informationen, vervielfältigte händisch das Datenmaterial und verschickte die gehefteten Seiten an potenzielle Spender. Dieses vereinsinterne Publikationsinstrument, „Hifa-Kurier“ genannt, wurde Mitte der 1970er Jahre von einer vier A3-Seiten umfassenden Faltbroschüre abgelöst, die unter dem Titel „Zeitschrift der Nächstenliebe“ („Z.d.N.“) bis in die 2000er Jahre mindestens zehnmal pro Jahr, mit einer Auflagenstärke von bis zu 9000 Exemplaren pro Ausgabe in Printform erschien und zum wichtigsten Kommunikationsmedium des Vereins wurde. Darin stellte Adolf Paster als Chefredakteur nicht nur die aktuellen Projekte vor und bewarb diese, sondern kommentierte auch allgemeine oder den Verein betreffende Entwicklungstendenzen, verfasste Hintergrundanalysen bzw. rezensierte themeneinschlägige Bücher und Veranstaltungen. Meditative, auf den christlichen Jahreskreis Bezug nehmende Texte rundeten die Zeitschrift ab. Die christlich geprägte Spiritualität der Hifa sollte auch durch das Zeitungslogo, einer siebenblättrigen Rose, die einen mütterlich bewahrten Lebenskeim umschließt, ausgedrückt werden. Die Druckversion der „Z.d.N.“ trat in der zweiten Hälfte der 2000er Jahre immer mehr zugunsten diverser „Social-Media-Darstellungen“ wie YouTube-, Homepage- oder Facebook-Auftritten zurück, bis sie schließlich zur Gänze durch diese ersetzt wurde.
Wenn es die politische Lage in Nigeria zuließ, inspizierte Adolf Paster alle zwei Jahre den Projektbetrieb in Nigeria, oder die nigerianischen Gremiumsverantwortlichen kamen nach Österreich, um den aktuellen Stand der Projektsituation zu referieren.
Bis zu drei Dauerangestellte und dutzende freiwillige Helfer bewerkstelligten die Büro- bzw. die Versandarbeit. Darüber hinaus versuchte die Hifa durch Etablierung von so genannten „Basis-, Gebets- und Aktionsgruppen“ sowie durch zahlreiche Sonderveranstaltungen, den Bekanntheitsgrad des Vereins zu steigern und damit die Spendenbasis zu erweitern.
Den gravierendsten Einschnitt in der Vereinsentwicklung brachte die Gründung einer Arbeitsgemeinschaft, die mit der Hifa als Stammbaum nun auch die sich vorausgehend oder parallel dazu entwickelten Zweigorganisationen „Fraternität“ und „INWO“ einband. Dem war eine Neuorganisation der Hifa-Nigeria durch die Hierarchisierung einer Gremium- (= „Board“-) Struktur vorangegangen.
Am Beginn der 2000er Jahre wurde das Vereinsbüro der Hifa aus die Familie Paster persönlich betreffenden und verwaltungslogistischen Gründen von Wien nach Rabenstein an der Pielach, Bezirk St. Pölten-Land, verlegt. Im Jahr 2013 trat Adolf Paster aus gesundheitlichen Gründen vom Hifa-Vorsitz zurück und fungiert seither als Ehrenpräsident und gelegentlicher Publizist des Vereins. Derzeit besteht das Hifa-Präsidium aus fünf weiteren Mitgliedern mit D.I. Uwe Kraus als Präsidenten.